# Osteocephalus alboguttatus
Osteocephalus alboguttatus es una especie de anfibio anuro de la familia Hylidae.

## Distribución geográfica
Esta especie es endémica del Ecuador. Habita por debajo de los 600 m de altitud en la cuenca del Amazonas. Se ha observado en las provincias de Sucumbíos, Orellana y Napo.

## Publicación original
- Boulenger, 1882 : Catalogue of the Batrachia Salientia s. Ecaudata in the collection of the British Museum, ed. 2, p. 1-503[5]